# 西班牙炸五花肉
西班牙炸五花肉（Chicharrón）是一种炸五花肉，源于西班牙，流行于南美洲、菲律宾和美国。五花肉可以用猪皮、鸡肉、羊肉、牛肉等代替。